# Circonscription de Griffith
La circonscription de Griffith est une circonscription électorale australienne au Queensland. La circonscription a été créée en 1934, lorsque l'ancienne circonscription d'Oxley a été supprimée. Elle porte le nom de Sir Samuel Griffith, 9e premier ministre du Queensland et principal auteur de la Constitution australienne. Le siège est occupé entre 1998 et 2013 par Kevin Rudd, qui fut Premier Ministre d'Australie de 2007 à 2010 et en 2013. Après sa démission en 2013, le siège de la circonscription de Griffith a été vacant et une élection partielle est prévue le 8 février 2014 pour désigner un nouveau représentant et c'est Terri Butler, le candidat travailliste, qui s'impose. Il sera réélu en 2016.
La circonscription de Griffith est située dans la banlieue sud de Brisbane et comprend les quartiers de Balmoral, Bulimba, Camp Hill, Carina Heights, Coorparoo, Dutton Park, East Brisbane, Greenslopes, Highgate Hill, Hawthorne, Kangaroo Point, Morningside, Norman Park, Seven Hills, South Brisbane et Woolloongabba et des parties de Annerley, Cannon Hill, Carina, Holland Park, Holland Park West, Mount Gravatt Orient, Murarrie, Tarragindi et de West End. 

## Représentants
| Nom                 | Parti        | Période de mandat |
| ------------------- | ------------ | ----------------- |
| Francis Baker       | Travailliste | 1934– 1939        |
| William Conelan     | Travailliste | 1939– 1949        |
| Douglas Berry       | Libéral      | 1949–1954         |
| Wilfred Coutts      | Travailliste | 1954– 1958        |
| Arthur Chresby      | Libéral      | 1958–1961         |
| Wilfred Coutts      | Travailliste | 1961– 1966        |
| Donald Cameron      | Libéral      | 1966–1977         |
| Ben Humphreys       | Travailliste | 1977– 1996        |
| Graeme McDougall    | Libéral      | 1996–1998         |
| Kevin Rudd          | Travailliste | 1998–2013         |
| Terri Butler        | Travailliste | 2014–2022         |
| Max Chandler-Mather | Verts        | 2022–en cours     |

## Résultats des élections
| Parti                                        | Parti                            | Candidat                     | Voix    | %     | ±      |
| -------------------------------------------- | -------------------------------- | ---------------------------- | ------- | ----- | ------ |
|                                              | Verts                            | Max Chandler-Mather (en)     | 36 771  | 34,59 | +10,94 |
|                                              | Libéral national                 | Olivia Roberts               | 32 685  | 30,74 | −10,23 |
|                                              | Travailliste                     | Terri Butler (en)            | 30 769  | 28,94 | −2,01  |
|                                              | Une nation                       | Shari Ware                   | 3 504   | 3,30  | +1,18  |
|                                              | UAP                              | Robert McMullan              | 2 581   | 2,43  | +0,98  |
| Total des suffrages exprimés                 | Total des suffrages exprimés     | Total des suffrages exprimés | 106 310 | 98,00 | +0,26  |
| Votes nuls                                   | Votes nuls                       | Votes nuls                   | 2 169   | 2,00  | −0,26  |
| Participation                                | Participation                    | Participation                | 108 479 | 89,45 | −1,60  |
| Résultat de préférence bipartite (notionnel) |                                  |                              |         |       |        |
|                                              | Travailliste                     | Terri Butler (en)            | 64 923  | 61,07 | +8,21  |
|                                              | Libéral national                 | Olivia Roberts               | 41 387  | 38,93 | −8,21  |
| Résultat de préférence bicandidat            |                                  |                              |         |       |        |
|                                              | Verts                            | Max Chandler-Mather (en)     | 64 271  | 60,46 | +60,46 |
|                                              | Libéral national                 | Olivia Roberts               | 42 039  | 39,54 | −7,59  |
|                                              | Verts vainqueur sur Travailliste |                              |         |       |        |